# Kuruktag
Kuruktag (chiń. upr. 库鲁克塔格山; chiń. trad. 庫魯克塔格山; pinyin Kùlǔkètǎgé Shān) – pasmo górskie we  wschodnim Tienszanie, w zachodnich Chinach. Rozciąga się pomiędzy jeziorami Bosten Hu i Lob-nor na długości ok. 350 km. Najwyższy szczyt osiąga wysokość 2809 m n.p.m. Zbudowane ze starych skał krystalicznych i metamorficznych. Zbocza są strome i skaliste. Przeważa krajobraz pustynny. Miejscami występuje roślinność krzewiasto-trawiasta.